# Ефимова, Ольга Андреевна
Ольга Андреевна Ефимова (род. 6 января 1990, Челябинск) — российская волейболистка, связующая. Мастер спорта России.

## Биография
Ольга Ефимова — воспитанница челябинской волейбольной школы. В сезоне 2007—2008 провела первые свои матчи в суперлиге чемпионата России, выступая за «Автодор-Метар», а в 2008 приглашена в новоуренгойский «Факел», где играла на протяжении трёх сезонов на позиции основной связки. В 2011—2012 вновь выступала за «Автодор-Метар», а в 2012—2013 — за череповецкую «Северсталь». В 2013 Ольга Ефимова перешла в «Уфимочку-УГНТУ», дебютировавшую в суперлиге и была избрана капитаном команды. После того, как в 2014 уфимский клуб по финансовым причинам опустился в высшую лигу «Б», Ефимова один сезон провела в подмосковном «Заречье-Одинцово». В 2015—2016 выступала за санкт-петербургскую «Ленинградку», а в 2016—2017 — за «Сахалин». В 2017 заключила контракт с красноярским «Енисеем», а в 2018 — с командой «Заречье-Одинцово».
В 2007—2009 Ефимова выступала за юниорскую и молодёжную сборные России. В 2007 стала бронзовым призёром чемпионата мира среди девушек, а в 2008 — серебряным призёром первенства Европы среди молодёжных команд.
В 2015 году Ольга Ефимова дебютировала в национальной сборной России, став в её составе победителем розыгрыша Кубка Ельцина и серебряным призёром Гран-при.

### Клубная карьера
- 2007—2008 —  «Автодор-Метар» (Челябинск);
- 2008—2011 —  «Факел» (Новый Уренгой);
- 2011—2012 —  «Автодор-Метар» (Челябинск);
- 2012—2013 —  «Северсталь» (Череповец);
- 2013—2014 —  «Уфимочка-УГНТУ» (Уфа);
- 2014—2015 —  «Заречье-Одинцово» (Московская область);
- 2015—2016 —  «Ленинградка» (Санкт-Петербург);
- 2016—2017 —  «Сахалин» (Южно-Сахалинск);
- 2017—2018 —  «Енисей» (Красноярск);
- 2018—2020 —  «Заречье-Одинцово» (Московская область);
- 2020—2022 —  «Северянка» (Череповец);
- 2022 —  «Ленинградка» (Санкт-Петербург);
- 2022—2023 —  «Динамо-Метар» (Челябинск);
- 2023—2024 —  «Тулица» (Тула).

## Достижения

### Клубные
- серебряный (2017) и бронзовый (2022) призёр розыгрышей Кубка России.
- победитель чемпионата России среди команд высшей лиги «А» 2022.

### Со сборными России
- серебряный призёр Гран-при 2015;
- победитель Кубка Ельцина 2015;
- серебряный призёр чемпионата Европы среди молодёжных команд 2008;
- бронзовый призёр чемпионата мира среди девушек 2007.